# John Lefevre
John Lefevre (Estados Unidos, 25 de mayo de 1998) es un jugador profesional estadounidense de rugby que se desempeña en la posición de medio scrum en American Raptors, equipo perteneciente a la liga Super Rugby Américas.

## Carrera
En 2022, Lefevre hizo su debut como profesional con el equipo Old Glory DC. En 2024 se unió a American Raptors, disputando su primera temporada en la Super Rugby Américas.